# Oncidium pectorale
Oncidium pectorale é uma espécie de orquídeas do gênero Oncidium, da subfamília Epidendroideae, pertencente à  família das Orquidáceas. é nativa dos estados de São Paulo e Santa Catarina, no Brasil.

## Sinônimos
- Oncidium mantinii God.-Leb. (1888
- Oncidium pectorale var. mantinii (God.-Leb.) Cogn. (1905)
- Brasilidium pectorale (Lindl.) Campacci (2006)